# Walter Tavares
Walter Samuel „Edy“ Tavares da Veiga (* 22. März 1992 in Maio) ist ein kapverdischer Basketballspieler. Er spielt auf der Position des Centers.

## Laufbahn

### Vereinskarriere
Walter Tavares kam erst im späten Alter von 17 Jahren mit dem Basketballsport in Kontakt. Ein deutscher Tourist entdeckte ihn zufällig und war von seiner Größe von 2,20 Metern so beeindruckt, dass er dem spanischen Basketballverein CB Gran Canaria, zu dem er gute Kontakte pflegte, Fotos des Kap-Verdiers zukommen ließ. Der Verein lud ihn zu einem Probetraining ein und verpflichtete Tavares schließlich im Sommer 2009. Zunächst spielte in der Jugend des spanischen Klubs, hatte jedoch bereits in der ersten Spielzeit zwei Einsätze in der B-Mannschaft der Kanaren, die in der Liga EBA, der vierten Spielklasse, vertreten war. Die Spielzeiten 2010/11 und 2011/12 verbrachte er in der B-Mannschaft von CB Gran Canaria sowie von Januar 2012 bis Saisonende leihweise beim LEB Oro Verein UB La Palma.
Sein Debüt im Profikader von CB Gran Canaria feierte Tavares am 6. Januar 2013, am 16. Spieltag der Liga ACB, gegen Unicaja Málaga. In jener Saison brachte er es auf 12 Einsätze in der Liga und zwei im Pokal, lief parallel dazu jedoch weiterhin für die zweite Mannschaft des Klubs auf. Ab der Spielzeit 2013/14 gehörte er endgültig dem Kader der ersten Mannschaft an und brachte es in 35 Spielen auf 6 Punkte und 6,8 Rebounds. Im Juni wurde der talentierte Center im NBA-Draft 2014 an der 43. Stelle von den Atlanta Hawks ausgewählt, entschied sich jedoch vorerst zu einem Verbleib in Europa. Im Folgejahr konnte sich Tavares erneut steigern, er erzielte im Laufe der Liga durchschnittlich 7,8 Punkte, 8,1 Rebounds und 1,9 Blocks pro Spiel. Aufgrund seiner starken Leistungen im Eurocup 2014/15, in dem er mit seiner Mannschaft das Endspiel erreichte, wurde er ins All-Eurocup First Team gewählt.
Im Sommer 2015 entschloss sich Tavares zu einem Wechsel in die nordamerikanische NBA zu den Atlanta Hawks. Hier hatte er einen schweren Stand und kam in der Meisterschaft auf nur elf Einsätze. Die meisten Spiele bestritt er in der D-League für die Austin Spurs, lief jedoch auch für Canton Charge und Bakersfield Jam auf. In der Saison 2016/17 verließ Tavares die Hawks nach nur einem Einsatz und wechselte in die D-League zu den Raptors 905. Mit den Kanadiern konnte er wieder an seine starken Leistungen in Spanien anschließen, gewann die Meisterschaft und brachte es selbst in 50 Einsätzen auf durchschnittlich 10,6 Punkte, 7,7 Rebounds und 2,7 Blocks pro Spiel. Am Ende der Saison wurde er ins All-NBDL Team of the Year gewählt und zum Verteidiger des Jahres ernannt. Im April 2017 verpflichteten ihn die Cleveland Cavaliers für die Playoffs, Tavares kam jedoch nur auf einen Einsatz, bevor er zur Saison 2017/18 zu den Raptors 905 zurückkehrte.
Nach nur einem Spiel in der NBA Gatorade League für die Raptors wechselte Tavares im November 2017 nach Spanien zurück, wo er einen Vertrag bei Real Madrid unterschrieb. 2018 gewann er mit Real den wichtigsten Vereinswettbewerb im europäischen Basketballsport, die Euroleague, sowie die spanische Meisterschaft. Der Erfolg in der spanischen Liga ACB wurde 2019 wiederholt, erneut gewann Tavares mit Madrid den Meistertitel. In der Euroleague wurde der Innenspieler 2019 und 2021 als bester Verteidiger ausgezeichnet. Damit wurde unter anderem eine seiner Stärken, das Blocken gegnerischer Würfe, anerkannt. 2022 errang Tavares mit Madrid wieder den spanischen Meistertitel, er hatte mit 10,3 Punkten je Begegnung als zweitbester Korbschütze der Mannschaft auch im Angriff entscheidenden Anteil an dem Erfolg. Im letzten Endspiel gegen den FC Barcelona ragte Tavares mit 25 Punkten und 13 Rebounds hervor. Im Mai 2023 gewann er mit Madrid die Euroleague, kam im Endspiel auf 13 Punkte und 10 Rebounds. Tavares wurde als bester Spieler des Euroleague-Finalturniers ausgezeichnet.
In der Saison 2023/24 gewann er mit Real drei weitere Titel: Spanischer Meister, Pokalsieger und Supercupsieger. Allerdings verlief diese Spielzeit für Tavares aufgrund gesundheitlicher Beschwerden (Lungenentzündung, Sprunggelenksverletzung) durchwachsen. 2025 wurde er wieder spanischer Meister.

### Nationalmannschaft
Tavares bestritt mit der Kapverdischen Nationalmannschaft die Basketball-Afrikameisterschaft 2013. Mit seiner Landesauswahl schied er erst im Viertelfinale gegen den späteren Finalisten Ägypten aus und belegte letztendlich den sechsten Rang.

## Erfolge und Auszeichnungen
Real Madrid
- EuroLeague: 2017/18, 2022/23
- Spanische Meisterschaft (4): 2017/18, 2018/19, 2021/22, 2023/24, 2024/25
- Spanischer Pokal: 2020, 2024
- Spanischer Supercup (5): 2018, 2019, 2020, 2021, 2022, 2023

Raptors 905
- D-League: 2016/17

Persönliche Ehrungen
- Bester Spieler des Euroleague-Finalturniers 2022/23
- EuroLeague Bester Verteidiger: 2018/19, 2020/21
- All-EuroLeague Second Team: 2018/19
- MVP der Finalserie der Liga ACB: 2021/22
- MVP des spanischen Supercups: 2022
- D-League Defensive Player of the Year: 2016/17
- D-League Team of the Year: 2016/17
- D-League Defensive Team of the Year: 2016/17
- All-Eurocup First Team: 2014/15